# Nitya Krishinda Maheswari

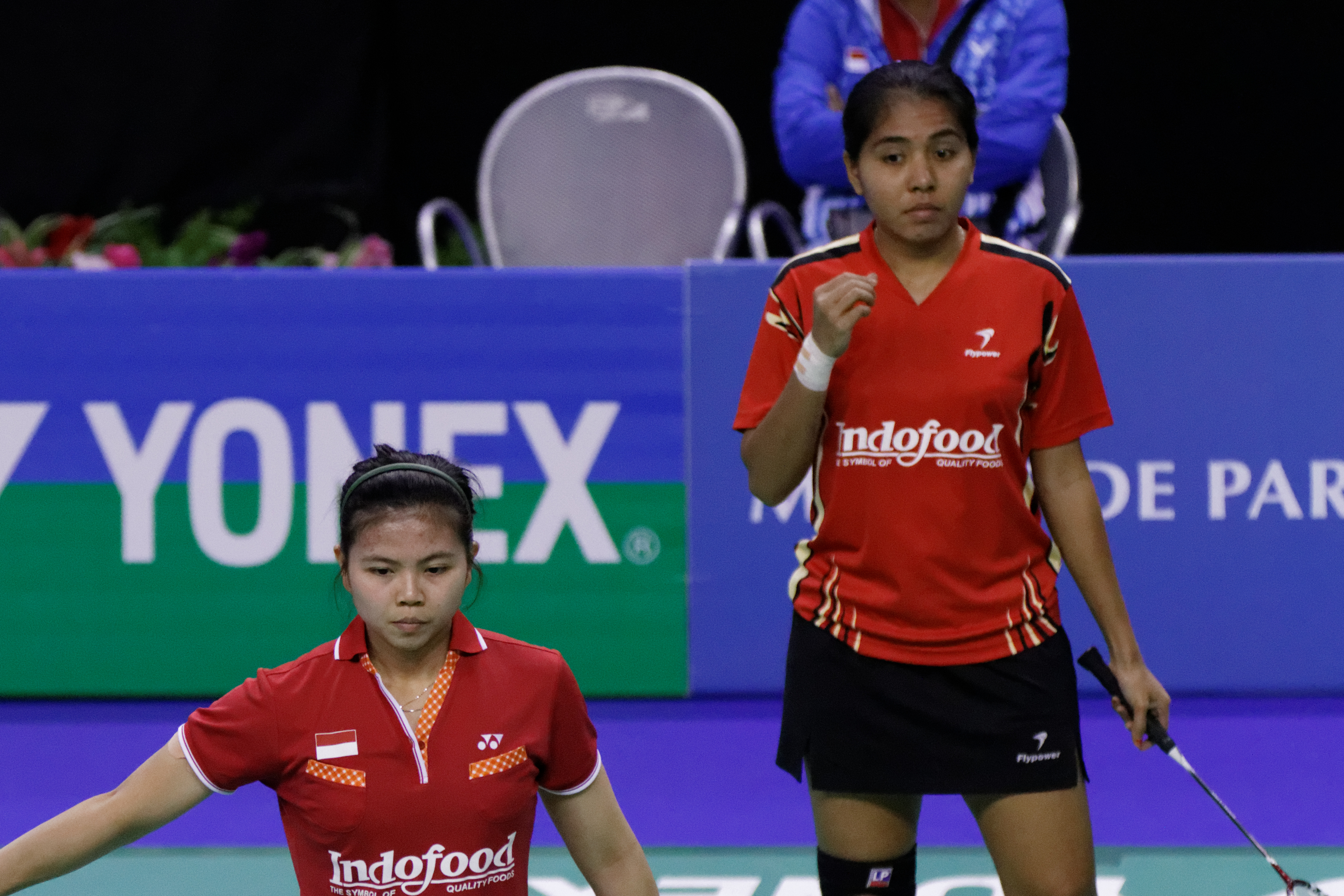
Nitya Krishinda Maheswari (rechts) – Greysia Polii (links), French Super Series 2013

Nitya Krishinda Maheswari Korwa (* 16. Dezember 1988 in Blitar, Ost-Java) ist eine indonesische Badmintonspielerin.

## Karriere
Nitya Maheswari gewann 2005 bei den indonesischen Einzelmeisterschaften die Damendoppelkonkurrenz mit Nadya Melati. 2006 wurden beide bei den Weltmeisterschaften der Studenten Dritte. Ein Jahr später erkämpfte sich Maheswari Platz zwei bei den New Zealand Open 2007 im Mixed mit Anggun Nugroho. Bei der Badminton-Weltmeisterschaft 2009 wurde sie Neunte im Doppel mit Greysia Polii, bei den Südostasienspielen 2009 Fünfte. 2011 gewann sie die Goldmedaille bei den Südostasienspielen im Doppel mit Anneke Feinya Agustin. Bei den Asienspielen 2014 gewann sie zusammen mit Greysia Polii die Goldmedaille im Doppel.
Ihren ersten Superseries Titel gewann sie zusammen mit Greysia Polii bei den Korea Open 2015.
2016 qualifizierten sich Maheswari und Polii für die BWF Super Series Finals, konnten jedoch aufgrund einer Knie-OP von Maheswari nicht teilnehmen.

## Sportliche Erfolge
| Saison | Veranstaltung                     | Disziplin   | Platz | Name                                              |
| ------ | --------------------------------- | ----------- | ----- | ------------------------------------------------- |
| 2004   | PON XVI                           | Dameneinzel | 3     | Nitya Krishinda Maheswari                         |
| 2005   | Indonesien: Einzelmeisterschaften | Damendoppel | 1     | Nitya Krishinda Maheswari / Nadya Melati          |
| 2006   | Weltmeisterschaften der Studenten | Damendoppel | 3     | Nadya Melati / Nitya Krishinda Maheswari          |
| 2007   | New Zealand Open                  | Mixed       | 2     | Anggun Nugroho / Nitya Krishinda Maheswari        |
| 2009   | Weltmeisterschaft                 | Damendoppel | 9     | Nitya Krishinda Maheswari / Greysia Polii         |
| 2009   | Südostasienspiele                 | Damendoppel | 5     | Nitya Krishinda Maheswari / Greysia Polii         |
| 2010   | Uber Cup                          | Damenteam   | 3     | Indonesien                                        |
| 2011   | Südostasienspiele                 | Damendoppel | 1     | Nitya Krishinda Maheswari / Anneke Feinya Agustin |
| 2013   | Thailand Open                     | Damendoppel | 1     | Nitya Krishinda Maheswari / Greysia Polii         |
| 2014   | Swiss Open                        | Damendoppel | 2     | Nitya Krishinda Maheswari / Greysia Polii         |
| 2014   | Chinese Taipei Open               | Damendoppel | 1     | Nitya Krishinda Maheswari / Greysia Polii         |

## Privatleben
Maheswari ist die Tochter einer javanischen Mutter und eines papua-neuguineischen Vaters. Dieser ist ein ehemaliger Spieler der Fußballnationalmannschaft von Indonesien und hat mehrere Jahre für den FC Arema Malang gespielt. Ihre Cousine Lisa Rumbewas war eine berühmte Gewichtheberin und gewann zweimal die olympische Goldmedaille.